# Wadsim Karaha
Wadsim Karaha (belarussisch Вадзім Карага; * 3. Januar 1985 in Nawapolazk, Weißrussische SSR, Sowjetunion) ist ein ehemaliger belarussischer Eishockeyspieler, der mit der belarussischen Nationalmannschaft an der Weltmeisterschaft 2003 teilnahm.

## Karriere
Wadsim Karaha stammt aus dem Nachwuchsbereich von Polimir Nawapolazk in seiner Heimatstadt. Dort debütierte er als 16-Jähriger in der Extraliga, spielte aber auch in der East European Hockey League. Er war in dieser Zeit aber zudem auch für Chimik Wizebsk, für die Russen von Kapitan Stupino (in der drittklassigen Perwaja Liga) und den HK Junost Minsk aktiv. Beim CHL Import Draft 2003 wurde er in der ersten Runde von den London Knights in der ersten Runde an insgesamt 30. Position ausgewählt, wechselte aber während der laufenden Saison der Ontario Hockey League zum Ligakonkurrenten Windsor Spitfires. Kurz vor Ende der regulären Saison wechselte er nach Minsk zurück und absolvierte die Playoffs beim HK Dinamo Minsk. Die beiden folgenden Spielzeiten verbrachte er in Nawopolazk, Minsk und Homel. 2006 kehrte er endgültig zu Chimik-SKA Nawapolazk, wie sich sein Heimatklub inzwischen nannte, zurück und beendete dort 2012 im Alter von nur 27 Jahren seine Karriere.

### International
Wadsim Karaha nahm für Belarus an der U18-Weltmeisterschaft 2003, als er drittbester Torschütze nach dem Russen Alexander Owetschkin und dem Kasachen Konstantin Puschkarjow war, in der Top-Division sowie den U20-Weltmeisterschaften 2003 und 2005 in der Top-Division und nach dem zwischenzeitlichen Abstieg 2004 in der Division I, als er als Topscorer und Torschützenkönig maßgeblich zum sofortigen Wiederaufstieg der Belarussen beitrug, teil.
Mit der belarussischen Nationalmannschaft der Herren spielte er lediglich bei der Weltmeisterschaft 2003, bei der er zwei Spiele absolvierte.

## Erfolge und Auszeichnungen
- 2004 Aufstieg in die Top Division bei der U20-Weltmeisterschaft der Division I, Gruppe B
- 2004 Topscorer und Torschützenkönig der U20-Junioren-Weltmeisterschaft der Division I, Gruppe B